# Sertularella crassa
Sertularella crassa är en nässeldjursart som beskrevs av Chantal Billard 1919. Sertularella crassa ingår i släktet Sertularella och familjen Sertulariidae. Inga underarter finns listade i Catalogue of Life.